# Uskokoorlog

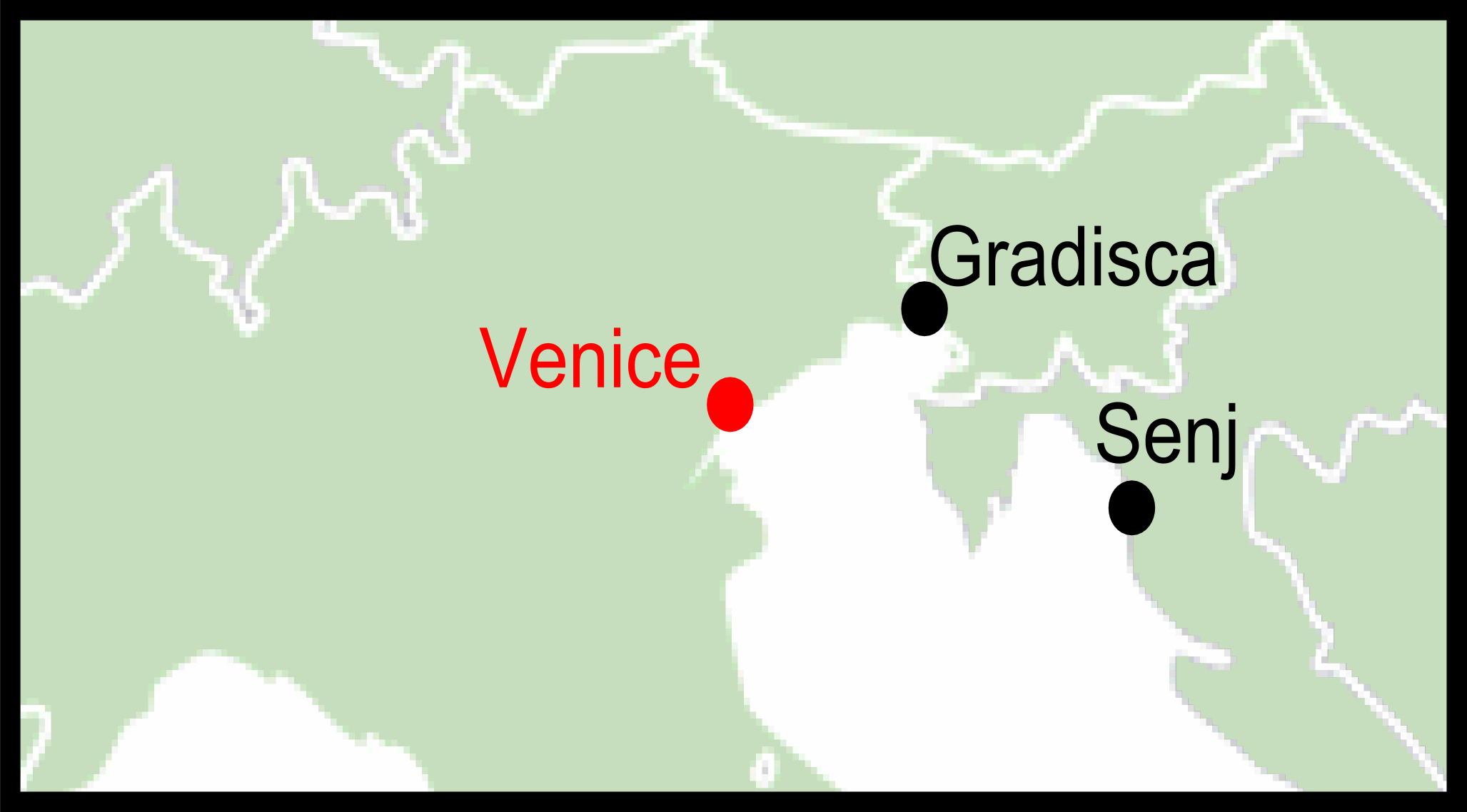
Belangrijkste plaatsen in de Uskokoorlog.

De Uskokoorlog was een oorlog tussen de republiek Venetië en Binnen-Oostenrijk tussen 1615 en 1617. De oorlog begon als reactie van Venetië op de piraterij van de Uskokken die formeel onder Binnen-Oostenrijks gezag stonden. Tegelijkertijd probeerden de Venetianen met de oorlog de Oostenrijkse handelsconcurrentie op de Adriatische Zee uit te schakelen. Geen van beide partijen slaagde erin om militaire successen te behalen, waardoor de oorlog uiteindelijk door geldgebrek werd beëindigd. Op 26 september 1617 werd de Vrede van Madrid gesloten, waarin beslist werd dat de Uskokken naar het binnenland moesten worden gedeporteerd.

## Voorgeschiedenis

### De Uskokken
In de 15e en 16e eeuw veroverden de Ottomanen grote delen van de Balkan, waardoor een stroom christelijke vluchtelingen op gang kwam. Een deel van deze vluchtelingen, de Uskokken, vestigde zich in Senj en omgeving, aan de Adriatische Zee. Omdat de omgeving niet geschikt was voor landbouw begonnen de Uskokken met het plunderen van Turkse schepen om in hun bestaan te kunnen voorzien. Vanaf het midden van de 16e eeuw werden ook de schepen van christelijke landen, zoals Ragusa en Venetië aangevallen. Na de Lange Turkse Oorlog trokken nog meer vluchtelingen naar Senj, dat, door het verlies van Bihać aan de Turken, een belangrijke Oostenrijkse buitenpost in het gebied werd. De Oostenrijkse autoriteiten probeerden, om de vrede met het Ottomaanse Rijk niet in gevaar te brengen, zo veel mogelijk de Uskokken ervan te weerhouden de Turken te provoceren. Hierdoor nam de piraterij van Venetiaanse schepen alleen maar toe.

### Voorbereidingen op de oorlog
Sinds de Habsburgers in 1500 het Graafschap Görz hadden geërfd, werd de uitbreiding van de Republiek Venetië naar het oosten onmogelijk. Oostenrijk verkreeg hierdoor toegang tot de Adriatische Zee, waardoor de Republiek concurrentie kreeg van Oostenrijkse kooplieden. De Venetianen, die vanaf een nog onbekend jaar geen doorgang werd verleend tot de passen over de Alpen, grepen de aanvallen van de Uskokken aan om Oostenrijk economisch onder druk te zetten. Venetiaanse schepen blokkeerden Triëst, en eisten van Ferdinand van Binnen-Oostenrijk dat hij een einde zou maken aan de aanvallen van Uskokken.
Ferdinand was door geldgebrek niet in staat om aan deze eis te voldoen en omdat Spanje en de keizer Matthias van het Heilige Roomse Rijk Ferdinand waarschijnlijk niet zouden bijstaan, zou de Republiek haar tanende machtspositie door middel van een oorlog kunnen versterken. Venetië begon de oorlog voor te bereiden door allianties te sluiten met Engeland en de Republiek der Zeven Verenigde Nederlanden. De Protestantse Unie stond Venetië toe om in hun gebieden soldaten te werven. Met de Zwitsers zou een overeenkomst zijn gesloten om de passen over de Alpen, in de Graubünden, voor Oostenrijkse hulptroepen te sluiten.

## De oorlog
Op 20 december ging de republiek Venetië tot de aanval over door het Oostenrijkse gebied ten westen van de Isonzo te bezetten en het beleg voor Gradisca te slaan. Twee maanden later hadden de Venetianen 12.000 man bijeengebracht, waarmee ze Gradisca geheel omsingelden. Tegelijkertijd organiseerden de inwoners van Ottomaans Bosnië plundertochten langs de militaire grens waardoor de Oostenrijkse grensmilitie het garnizoen van Gradisca niet te hulp kon komen. Ferdinands leger bestond uit zeshonderd Duitse militairen, waaronder de latere veldheer Albrecht von Wallenstein, en ongeveer evenveel Uskokken, waardoor hij gedwongen in het defensief bleef. Het Venetiaanse leger dat Gradisca belegerde kon de stad echter niet innemen, en door ziekte stierven grote aantallen belegeraars. Hun bevelhebber Pompeo Giustiniani sneuvelde in oktober 1616 tijdens een verkenning. De onderkoning van het Spaanse Napels, Pedro Téllez-Girón vocht zonder toestemming van Spanje mee aan Oostenrijkse zijde door kapers toestemming te verlenen om Venetiaanse handelsschepen te overvallen.
In april 1617 kwam Johan Ernst van Nassau-Siegen in Venetië aan met 3000 Nederlandse soldaten, zodat het Venetiaanse leger in mei uit ongeveer 16.000 man bestond. Hiermee zette de Republiek het beleg van Gradisca voort, maar Oostenrijkers de gaven de stad niet op. Ondertussen lukte het Ferdinand om Spaanse steun te verwerven voor zijn eventuele opvolging van de zieke en kinderloze keizer Matthias. Hij werd op 29 juni 1617 tot koning van Bohemen gekroond, waardoor hij makkelijker geld en soldaten kon werven voor de oorlog met Venetië. De Staten van Binnen-Oostenrijk gaven hun verzet tegen de oorlog op, Ferdinands zwager Maximiliaan van Beieren stuurde hem geld en buskruit en Matthias' adviseur kardinaal Klesl stond Ferdinand toe om in Matthias' gebieden soldaten te rekruteren. Venetië kreeg verder steun uit de Republiek der Zeven Verenigde Nederlanden en Engeland, 2000 extra soldaten en een aantal schepen. Maar ondanks de extra steun en de numerieke overmacht bleef Gradisca standhouden.

## De Vrede van Madrid
Na bemiddeling door Frankrijk en Spanje werd in Parijs een wapenstilstand gesloten. Op 26 september 1617 werd de oorlog officieel beëindigd met de Vrede van Madrid (1617). Volgens het verdrag had Venetië de oorlog gewonnen. De Republiek beloofde zich terug te trekken als Ferdinand in ruil daarvoor de Uskokken naar het binnenland zou verhuizen.